# لابرو
لابرو (به ایتالیایی: Labro) یک کومونه در ایتالیا است که در استان ریتی واقع شده‌است.

## خصوصیات
لابرو ۱۱٫۴ کیلومترمربع مساحت و ۳۷۴ نفر جمعیت دارد و ۶۲۸ متر بالاتر از سطح دریا واقع شده‌است.